# Francis Ryan
Francis Ryan (10 de gener de 1908 - 14 d'octubre de 1977) fou un futbolista estatunidenc. Va formar part de l'equip estatunidenc a la Copa del Món de 1934.